# 李少军
李少军（1949年11月—），生于江苏省睢宁县人，中国人民解放军中将。

## 生平
河北大学中文系中文专业毕业，大学本科学历。1968年12月入伍，历任红二连战士、班长、排长，陆军第三十八集团军一一二师三三四团参谋长、三三六团团长、三三四团团长，陆军第三十八集团军一一二师参谋长、一一三师师长，北京卫戍区警卫第三师师长，陆军第二十八集团军参谋长，陆军第三十八集团军参谋长、副军长。
2002年1月任陆军第三十八集团军军长。2006年12月任北京卫戍区司令员。2007年2月任中共北京市委常委，北京卫戍区司令员。2009年12月任北京军区副司令员。2000年7月晋升少将军衔。2008年7月晋升中将军衔。十、十一届全国人大代表。2012年12月，到龄卸任北京军区副司令员。

## 家庭
- 父：李光军，中国人民解放军少将，原武汉军区副司令员。